# Otto Schramme

Otto Schramme

Otto Karl Wilhelm Schramme (* 1. Oktober 1898 in Berlin; † 25. Mai 1941 bei Iraklion) war ein deutscher Politiker (NSDAP), Polizeipräsident und SA-Führer, zuletzt im Rang eines Obergruppenführers.

## Leben und Wirken
Nach dem Besuch der 160. Gemeindeschule und der V. Realschule wurde Otto Schramme an der Kirchner-Oberrealschule in Berlin unterrichtet. Ab 1917 nahm er am Ersten Weltkrieg teil, in dem er bis zum Unteroffizier befördert und schwer verwundet wurde. Außerdem wurde er mit dem Eisernen Kreuz II. Klasse und dem Frontkämpfer-Ehrenkreuz ausgezeichnet wurde. Ab 1920 war Schramme als Beamter für die Reichsfinanzverwaltung tätig, zuletzt als Obersteuerinspektor beziehungsweise Obersteuersekretär in Hagen.
Politisch betätigte Schramme sich seit 1919 in Kreisen der extremen Rechten. Nachdem er zunächst dem Deutschen Schutz- und Trutzbund und ab 1924 der Nationalsozialistischen Freiheitsbewegung angehört hatte, trat er 1925 in die NSDAP (Mitgliedsnummer 28.705) und die SA ein. In der SA führte Schramme von Ende September 1933 bis Ende Januar 1934 die Brigade 66 in Münster, anschließend bis Juli 1934 die SA-Gruppe Niedersachsen in Braunschweig und danach bis zu seinem Tod die SA-Gruppe westfalen in Dortmund. Anfang Juli 1933 wurde er bei der SA zum Brigadeführer, im November 1934 zum Gruppenführer und im November 1937 schließlich zum Obergruppenführer befördert.
Im Oktober 1935 wurde Schramme zum Polizeipräsidenten von Dortmund ernannt.
Von 1932 bis zur Auflösung dieser Körperschaft im Herbst 1933 war Schramme Mitglied des Preußischen Landtags. Anschließend saß er von November 1933 bis zu seinem Tod im Jahr 1941 als Abgeordneter für den Wahlkreis 17 (Westfalen Nord) im nationalsozialistischen Reichstag. Sein Mandat wurde anschließend bis zum Kriegsende von Max-Albert Lorenz weitergeführt. Von 1935 bis 1940 war er Mitglied des westfälischen Provinzialrates.
Schramme starb 1941 während der Luftlandeschlacht um Kreta als Teilnehmer des Zweiten Weltkrieges und Angehöriger der Fallschirmtruppe.